# Светски дан против рада деце
Светски дан против рада деце (енгл. World Day Against Child Labour) се обележава сваког 12. јуна по одлуци Генералне скупштине Уједињених нација са циљем да подстакне светски покрет против дечијег рада.

## Историјат
Међународна организација рада је Светски дан против рада деце први пут обележила 2002. године са циљем подизања свести и активизма за спречавање дечијег рада. Подстакнула их је ратификацијама Конвенције МОР-а бр. 138 о минималној старосној доби за запошљавање и Конвенције МОР-а бр. 182 о најгорим облицима дечијег рада.
Генерална скупштина Уједињених нација је једногласно усвојила резолуцију којом је 2021. година проглашена Међународном годином против дечијег рада и затражила од Међународне организације рада да преузме вођство у њеној примени. Овај дан окупља владе, локалне власти, цивилно друштво и међународне организације радника и послодаваца да укажу на проблем дечијег рада и дефинишу смернице за помоћ деци радницима.
Према подацима Међународне организације рада, стотине милиона девојчица и дечака широм света је укључено у рад који их лишава права на образовања, здравља, слободног времена и основних слобода, чиме се крше њихова права. Од ове деце, више од половине је изложено најгорим облицима дечијег рада који укључују рад у опасним срединама, ропство или друге облике принудног рада, незаконите активности као што су трговина дрогом и проституција, као и учешће у оружаним сукобима.
Значај Светског дана против рада деце је да се обрати пажња на проблем дечијег рада и да се пронађу начини за његово искорењивање. Дан се користи за ширење свести о штетним психичким и физичким проблемима са којима се суочавају деца приморана на дечији рад широм света.